# Beungga
Beungga is een bestuurslaag in het regentschap Pidie van de provincie Atjeh, Indonesië. Beungga telt 1393 inwoners (volkstelling 2010).